# إليز راي
إليز راي (بالإنجليزية: Elise Ray) هي لاعبة جمباز فني أمريكية، ولدت في 6 فبراير 1982 في تالاهاسي في الولايات المتحدة.

## وصلات خارجية
- إليز راي على موقع الاتحاد الدولي للجمباز (licence) (الإنجليزية)
- إليز راي على موقع أوليمبيديا (الإنجليزية)